# 百合が丘ニュータウン
百合が丘ニュータウン（ゆりがおかニュータウン）は、茨城県水戸市百合が丘町のニュータウン。

## 概要
茨城県住宅供給公社が水戸市百合が丘町に開発したニュータウン。水戸駅から自動車で約15分、北関東自動車道「水戸大洗インターチェンジ」、及び「水戸南インターチェンジ」から車で約10分に位置する。団地内にはスーパー、ドラッグストアなどの商業施設、水戸中央病院、幼稚園、小学校など利便施設が整っていると共に、六反田池を含む北街区公園は豊かな緑に包まれており、水戸市内のニュータウンとして人気が高い。2010年に茨城県は巨額の債務超過に陥っていた茨城県住宅供給公社を自己破産させたが、残っていた区画は民間企業が買取り、建売などで販売している。

## 事業概要
- 事業主体：茨城県（分譲・販売は茨城県住宅供給公社）
- 整備面積：約53ha
- 整備区画数：808戸（戸建住宅）、104戸（集合住宅）
- 用途：住宅地及び業務施設用地
- 都市計画：第1種低層住居専用地域・第1種中高層住居専用地域・近隣商業地域・建築協定・地区計画
- 上水道：水戸市上水道
- 下水道：公共下水道
- 雨水：団地内調整池
- ガス：集中プロパンガス
- 入居開始：2013年1月1日

## 施設
教育
- 水戸市立稲荷第二幼稚園（団地内）
- 水戸市立稲荷第二小学校（団地内）
  - なお、百合が丘ニュータウンには中学校がないため、水戸市立常澄中学校（約5km）が通学校となる。

商業施設
- ヨークベニマル 百合が丘店（旧スーパーカドヤ：団地内）
- ウエルシア薬局 水戸百合が丘店（団地内）
- クリニックモール（団地内）

その他
- 水戸中央病院（団地内）
- 百合が丘北街区公園（団地内）
- 大洗海岸（車で約20分）

## 交通アクセス
- 水戸駅（車で約15分）

また、ニュータウン内を茨城交通バスが通っている。